# Twiins

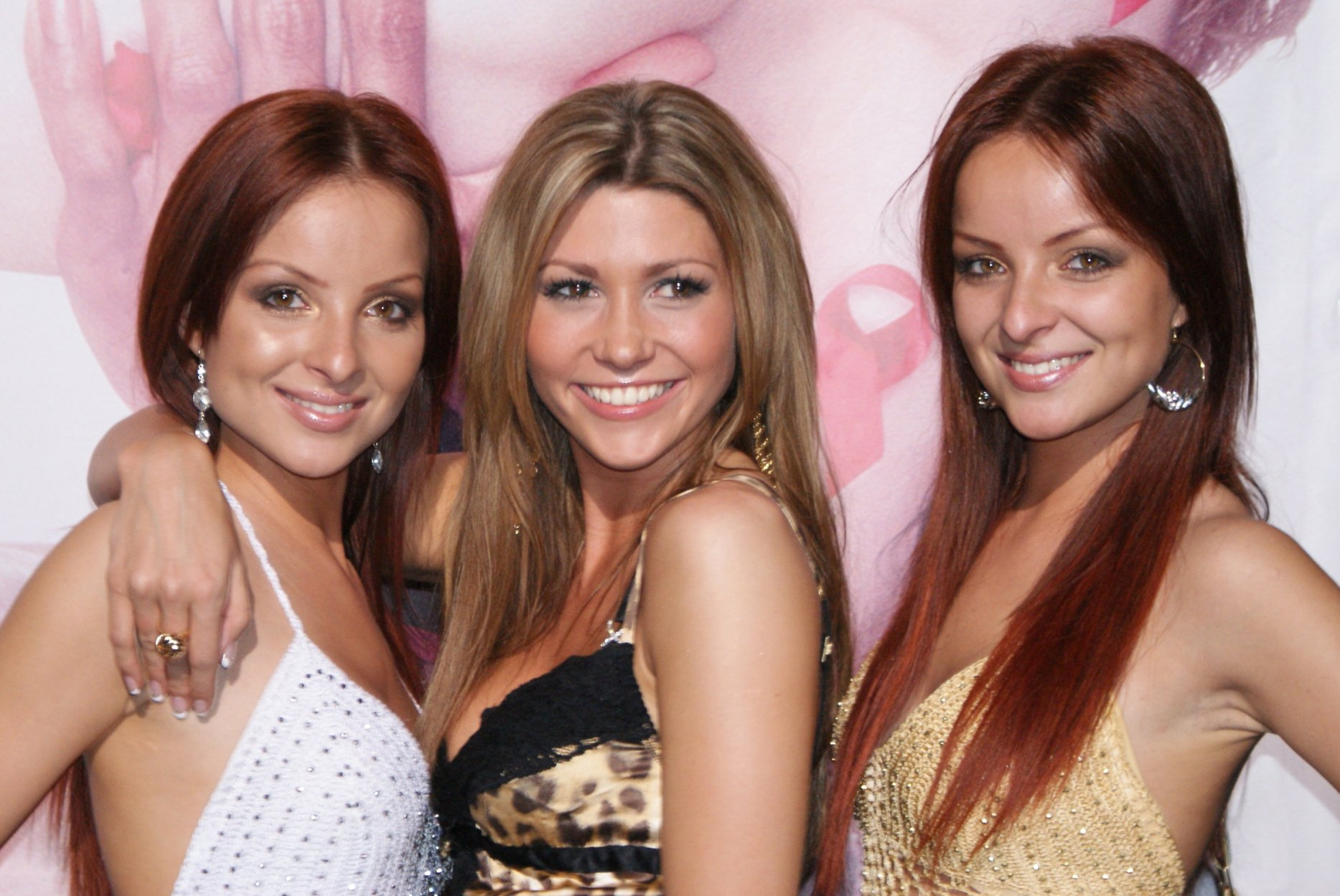
Sestry Veronika a Daniela Nízlová se zpěvačkou Terezou Kerndlovou (uprostřed)

Twiins (přesněji TWiiNS; dříve Tweens, později Twice as Nice) je slovenská hudební skupina, kterou tvoří dvojčata Daniela a Veronika Nízlová (* 15. května 1986 Hronský Beňadik Československo). Sestry jsou nejen zpěvačky, ale i moderátorky a muzikálové herečky.

## Kariéra
Zpívat začaly již v dětství. Jedna z prvních jejich oblíbených písní byla "Boys" od italské zpěvačky Sabriny Selermo[zdroj⁠?!]. Vydaly 4 CD, za které jim byly uděleny tři zlaté a jedna platinová deska. Čtyři roky moderovaly televizní show "Hitbox" na TV Markíza. V muzikálu Rebelové ztvárnily roli Terezky. V dubnu 2008 nahrály píseň "I Don't Know", klip k písni natočili v Miami. Tato píseň vznikla ve spolupráci s americkým producentem Jimmy Douglesem, který spolupracoval také s Timbaland, Nelly Furtado, Justin Timberlake, Duran Duran a mnoho dalších.[zdroj⁠?!]

### Eurovision Song Contest 2011
14. května 2011 reprezentovaly Slovensko na 56. ročníku mezinárodní hudební soutěže Eurovision Song Contest 2011 v německém Düsseldorfu. Se soutěžní písní "I'm Still Alive" obdržely v semifinále dělené dvanácté místo s 48 body (včetně nejvyššího ohodnocení dvanácti bodů z Ukrajiny), což je nejlepší slovenský výsledek v soutěži.